# Cuajimalpa de Morelos
Cuajimalpa de Morelos, kortweg Cuajimalpa is een van de zestien gemeentes van Mexico-Stad, gelegen in het westen van de stad. Cuajimalpa heeft 217.686 inwoners (2020). Cuajimalpa grenst van noord naar zuid aan de gemeentes Miguel Hidalgo, Álvaro Obregón en Magdalena Contreras. In het westen grenst het aan de gemeentes Naucalpan de Juárez, Huixquilucan en Ocoyoacac, die alle drie in de deelstaat Mexico liggen.